# Andrzej Zaborowski
Andrzej Stanisław Zaborowski, także Rawicz-Zaborowski (ur. 20 listopada 1931 w Brodach, powiat złoczowski, zm. 11 września 1991), polski etnograf i muzealnik, kustosz Muzeum Narodowego w Krakowie.
Był synem Stanisława, ziemianina, z wykształcenia prawnika i ekonomisty, który u schyłku lat międzywojennych pełnił funkcję starosty złoczowskiego, oraz Reginy z Jakubowskich. Naukę szkolną rozpoczął w Złoczowie na rok przed wybuchem II wojny światowej; w 1943 rodzina przeniosła się do Krakowa, a Andrzej Zaborowski ukończył szkołę powszechną w podkrakowskiej Sułoszowej w 1944. W pierwszych latach powojennych uczęszczał kolejno do Gimnazjum im. Augusta Witkowskiego i Liceum im. Króla Jana III Sobieskiego w Krakowie. Egzamin dojrzałości zdał w 1951 i rozpoczął studia z historii materialnej na Wydziale Filozoficzno-Historycznym Uniwersytetu Jagiellońskiego. Magisterium w dziedzinie etnografii uzyskał w 1955 na podstawie pracy Budownictwo gospodarcze we wsi Prądnik Korzkiewski, pow. olkuski, w latach 1864-1945, przygotowanej pod kierunkiem Kazimierza Dobrowolskiego.
Od 1957 pracował w charakterze asystenta w muzeum w Nowym Sączu. Od 1960 był zatrudniony w Muzeum Narodowym w Krakowie, gdzie przechodził przez kolejne szczeble kariery zawodowej – w 1963 został starszym asystentem, w 1975 adiunktem, w 1986 kustoszem. Pełnił funkcję kierownika Referatu Muzeów Podopiecznych, co w ówczesnej strukturze polskiego muzealnictwa oznaczało nadzór nad muzeami regionalnymi województwa: w Bochni, Chrzanowie, Nowym Sączu, Rabce, Tarnowie i Żywcu. Uczestniczył w tworzeniu placówek muzealnych w Szczawnicy i Krościenku. Nadzór wykonywany przez Zaborowskiego sprowadzał się przede wszystkim do kwestii wystawienniczych, konserwatorskich oraz dokumentacyjnych. Zaborowski organizował liczne wystawy sztuki ludowej, a także konkursy, opracowywał foldery i informatory. W "Sprawozdaniach Muzeum Narodowego" ogłosił kilka artykułów dotyczących podległych mu muzeów: Muzea podopieczne – rys historyczny (1976, nr 11), Muzea podopieczne 1950-1975 (1980, nr 12, z M. Buyko-Dubrawską). Tematykę muzeów podopiecznych poruszał także w prasie codziennej oraz w artykule Zbiory etnograficzne w muzeach w Bochni, Rabce, Tarnowie, Chrzanowie, Nowym Sączu, Żywcu ("Rocznik Muzeum Etnograficznego w Krakowie", 1972, nr 4).
W 1975 Zaborowski przeszedł do Działu Rycin, Rysunków i Akwarel Muzeum Narodowego (jednocześnie wskutek przekształceń organizacyjnych w resorcie Muzeum Narodowemu odebrano nadzór nad muzeami regionalnymi). Już dziesięć lat wcześniej uczestniczył w organizacji wystaw plastycznych w Czechosłowacji – "Malarstwo polskie w XIX wieku" (Cheb, 1965) i "Współczesna grafika krakowska (Praga, 1965). W Dziale Rycin, Rysunków i Akwarel pracował do końca życia.
Od 1957 był żonaty z Haliną z domu Ohli, etnografem; miał syna Macieja (ur. 1960), technika mechanika. Zmarł 11 września 1991 i pochowany został na Cmentarzu Rakowickim w Krakowie (cmentarzu wojskowym przy ul. Prandoty).